# Gustav Grüner
Gustav Grüner, född 1688, död 1763, var en dansk militär och diplomat.

## Biografi
Grüner föddes i Sverige, där hans danska far var legationssekreterare och modern, Ebba Kurck var svenska. Grüner utbildade sig till militär, deltog i spanska tronföljdskriget och tjänstgjorde 1716-1718 i armén i Norge. På grund av sin kännedom om svenska förhållanden kom Grüner att användas i diplomatiska uppdrag i Sverige vid fredsförhandlingarna 1720. Han blev överste 1733 och envoyé 1740 i Stockholm med speciellt uppdrag att skapa positiva stämningar kring den danske kronprinsen Fredriks, inför valet av svensk tronföljare. Genom sina agenter bearbetade Grüner opinionen ytterst systematiskt, i synnerhet på landsorten. Vid det nya tronföljarvalet, sedan Carl Peter Ulrik av Holstein-Gottorp blivit rysk tronföljare, lyckades Grüner vinna bondeståndet för sin linje. När valet ändå gick emot den danska diplomatin på grund av det ryska inflytandet, och att spänningarna mellan Danmark och Ryssland närmade sig bristningen, blev Grüners propaganda än mer uppenbart. Han hade nära förbindelser med de revolutionära rörelserna på landsbygden och erbjöds att bli ledare för Dalupproret 1743. Efter att ha utnämnts till generalmajor 1742, återvände Grüner 1743 till Danmark, där han blev generallöjtnant 1755 och general 1759.